# Ubu

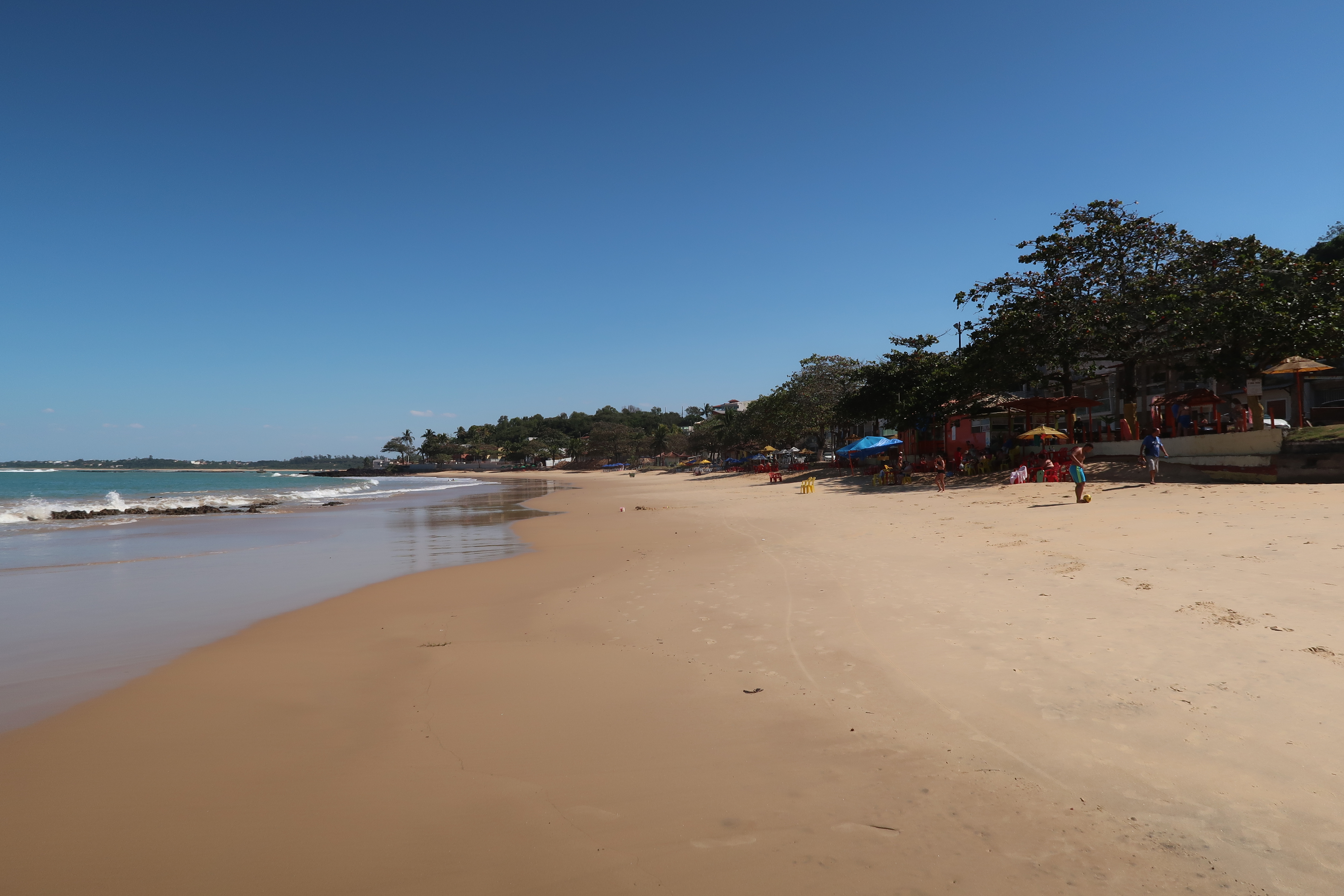
Praia de Ubu, Anchieta.

Ubu é um povoado do município brasileiro de Anchieta, no litoral do estado do Espírito Santo. Encontra-se a 9 km do centro da cidade, tendo a Rodovia do Sol como principal acesso à sede municipal e à Região Metropolitana da Grande Vitória.
Situa-se em suas proximidades a Usina de Pelotização da Samarco Mineração, que é a principal fonte de renda da cidade. Ubu está localizado em uma área litorânea do município, tendo como uma de suas principais atrações a Praia de Ubu, que oferece, além do banho de mar, diversas opções de lazer, como seu calçadão (usado para caminhadas) e quiosques e restaurantes, que servem, entre outros pratos, a tradicional moqueca capixaba. O balneário de Ubu conta com diversas opções de hospedagem, incluindo hotéis, pousadas e casas de veraneio.

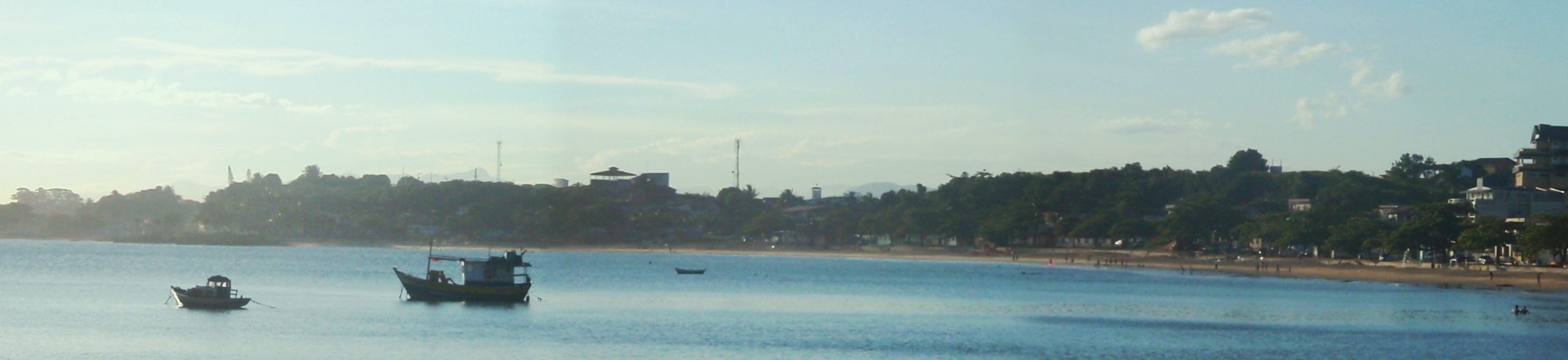
Panorama da orla de Ubu